# ناحیه زیتونه
ناحیه زیتونه (به عربی: دائرة زیتونة) یک ناحیه در الجزایر است که در استان سکیکده واقع شده‌است. ناحیه زیتونه ۲۱۳٫۲۱ کیلومتر مربع مساحت و ۲۶٬۰۹۳ نفر جمعیت دارد.